# Расулево
Расу́лево (баш. Рәсүл) — деревня в Учалинском районе Республики Башкортостан Российской Федерации. Входит в состав Имангуловского сельсовета.

## География

### Географическое положение
Расстояние до:
- районного центра (Учалы): 15 км,
- центра сельсовета (Имангулово): 10 км,
- ближайшей железнодорожной станции (Учалы): 27 км.

## Население
| 2002 | 2009 | 2010 |
| ---- | ---- | ---- |
| 294  | ↗357 | ↘292 |

Национальный состав
Согласно переписи 2002 года, преобладающая национальность — башкиры (99 %).

## Религия
В деревне есть мечеть.